# 统领宫 (托迪)
42°46′56″N 12°24′25″E / 42.78221°N 12.40684°E

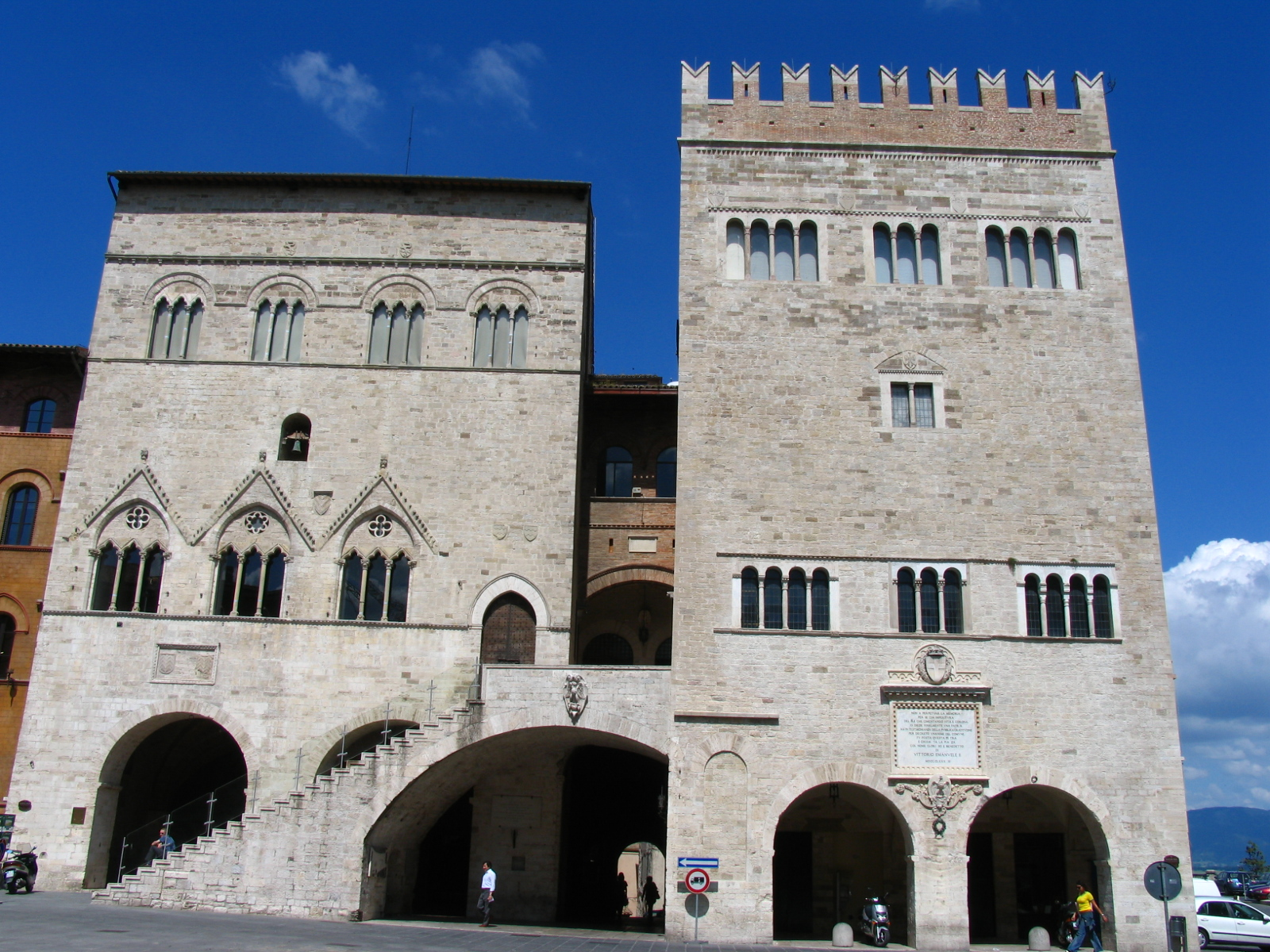
统领宫（左）与人民宫（右）

统领宫（Palazzo del Capitano）是一座历史建筑，位于意大利佩鲁贾省托迪的人民广场，意大利哥特式风格，毗邻人民宫。
统领宫建于1293年，晚于人民宫。立面完全使用白色石头建造，包括三层，第一层是两个圆形拱门门廊。通向广场的楼梯与人民宫共同使用。
这两座建筑是市政厅和市立博物馆。